# Tametsi Futura Prospicientibus
 Tametsi Futura Prospicientibus  è un'enciclica di papa Leone XIII, datata 1º novembre 1900, dedicata a Gesù Cristo Redentore del genere umano.